# گل‌گل علیا (ملکشاهی)
گل‌گل علیا یکی از روستاهای استان ایلام است که در دهستان کبیرکوه بخش گچی شهرستان ملکشاهی واقع شده‌است.